# Giancarlo Ghironzi
Giancarlo Ghironzi (* 25. Februar 1932; † 14. März 2020) war ein san-marinesischer Politiker.

## Leben
Ghironzi war Mitglied des Partito Democratico Cristiano Sammarinese (PDCS) und gehörte von 1959 bis 1964 und von 1969 bis 1988 dem Consiglio Grande e Generale, dem Parlament San Marinos, an. Er bekleidete zweimal das Amt des Capitano Reggente, des san-marinesischen Staatsoberhaupts, von April bis Oktober 1961 gemeinsam mit Federico Micheloni und erneut von Oktober 1969 bis April 1970 gemeinsam mit Alvaro Casali.
Von 1969 bis 1972 war Ghironzi Minister für Finanzen, Handwerk und Handel (Segretario di Stato alle Finanze e Bilancio, l’Artigianato e il Commercio). Nach dem Rücktritt von Außenminister Fernando Bigi Ende 1971 kam es zu einer Kabinettsumbildung. Ghironzi wurde Außen- und Industrieminister (Segretario di Stato per gli Affari Esteri e Politici e l’Industria). 1973 kam es zu einer Regierungskrise. Der seit 1957 gemeinsam mit dem PDCS regierende Partito Socialista Democratico Indipendente Sammarinese (PSDIS), schied aus der Regierung aus. Dem neuen Kabinett aus PDCS, Partito Socialista Sammarinese (PSS) und Movimento Libertà Statuarie (MLS), das bis zum Ende der Legislaturperiode 1974 regierte, gehörte Ghironzi nicht an. Nach der Parlamentswahl 1974 wurde eine Koalition aus PDCS und PSS gebildet, Ghironzi wurde Industrieminister (Deputato per l’Industria, l’Artigianato e il Commercio). Im März kam es zu einer Kabinettsumbildung, Ghironzi wurde bis zum Ende der Legislaturperiode 1978 Außenminister (Segretario di Stato per gli Affari Esteri e l’Informazione). 1993 gehörte er zu den Gründern der Alleanza Popolare dei Democratici Sammarinesi per la Repubblica (APDS).
Ghironzi war von 1969 bis 1971 Generalsekretär der Gewerkschaft Confederazione Democratica Lavoratori Sammarinesi (CDLS). Ghironzi war von Beruf Arzt, er leitete die staatliche Gesundheitsbehörde Istituto di sicurezza sociale (ISS) und war Vorsitzender des Verbandes der Geriatriker und Gerontologen von San Marino (ASGG).
Ab 2011 war er san-marinesischer Botschafter in Jordanien (mit Sitz in San Marino).